# اوباروک
اوباروک (به مجاری: Óbarok) یک شهرداری در مجارستان است که در ناحیه بیچکه واقع شده‌است. اوباروک ۱۷٫۶ کیلومتر مربع مساحت و ۷۹۷ نفر جمعیت دارد.